# Leó Szilárd
Leó Szilárd (n. 11 februarie 1898, Budapesta, Austro-Ungaria – d. 30 mai 1964, La Jolla, California, SUA) a fost un fizician evreu maghiar, cetățean american.
A fost unul dintre primii care a formulat ipoteza existenței reacțiilor nucleare în lanț și, împreună cu Enrico Fermi, a construit primul reactor nuclear, fiind totodată unul din oamenii importanți ai Proiectului Manhattan.

## Biografie
A redactat o scrisoare, semnată de Albert Einstein, în urma căreia a fost inițiat Proiectul Manhattan. După realizarea bombei atomice a pledat împotriva utilizării ei în război. A considerat lansarea primei bombe la Hiroshima drept eroare, iar lansarea celei de a doua la Nagasaki drept barbarie.